# Martin Chudý
Martin Chudý (Považská Bystrica, 23 aprile 1989) è un calciatore slovacco, portiere del ViOn Z.M..

## Carriera
Cresciuto nelle giovanili del Nitra, ha esordito l'8 agosto 2009 in occasione del match pareggiato 0-0 contro il Petržalka.

## Palmarès

### Club

#### Competizioni nazionali
- Campionato slovacco: 1

Spartak Trnava: 2017-2018